# Juhász Ádám
Juhász Ádám (Debrecen, 1996. június 6. –) magyar válogatott kézilabdázó, irányító.

## Pályafutása
Szülővásorában, a DSC-SI csapatában nevelkedett, majd kezdett kézilabdázni. Miután 2009-ben és 2011-ben korosztályos bajnoki címet szerzett, 2012-ben a Grundfos Tatabányához igazolt két csapattársával – Boros Tamás és Jóga Norbert – együtt. Az addigra több egyéni elismerést begyűjtő Juhász, aki volt debreceni szakosztály legjobbja, diákolimpiát nyert csapatával és megkapta a város „Jó tanuló – Jó sportolója” díjat hamar bemutatkozhatott a Tatabánya felnőtt csapatában is.
A 2013-14-es idény végén Magyar Kupa bronzérmes lett és csapatkapitányként készült a nyári U18-as Európa-bajnokságra. A korosztályos kontinenstornán a magyar csapat ezüstérmet szerzett, Juhász Ádámot pedig a torna legértékesebb játékosának választották. 2016-ban részt vett a dániai U20-as Európa-bajnokságon is, azonban Gyurka János csapata itt csak a 10. helyet szerezte meg.
Teljesítményére felfigyelt a felnőtteket irányító Xavier Sabaté is, aki behívta az Európa-bajnoki selejtezőkre készülő magyar válogatottba, majd a lettek elleni 24-16-os győzelem alkalmával be is mutatkozhatott felnőtt címeres mezben. 2017 januárjában Sabaté a franciaországi világbajnokságra nevezett keretben is helyet szorított neki, így húszévesen készülhetett első felnőtt világversenyére. Ezt követően részt vett a 2018-as Európa- és a 2019-es világbajnokságon is. 
2019. szeptember 2-án, az Eger elleni bajnoki idénynyitón keresztszalag-szakadást szenvedett. Szeptember 7-én műtötték meg, majd ezt követően elkezdhette a rehabilitációt. Sérüléséből felépülve újra a csapat egyik meghatározó játékosa lett. 2020 májusában, majd 2021 júniusában is egy-egy évvel meghosszabbította szerződését a Tatabányával.
A 2021-2022-es idényt követően a portugál Benficához igazolt, akikkel Portugál Szuperkupát nyert, aminek döntőjében kilenc gólt szerzett.
2023 januárjában, a világbajnokságra készülőválogatott edzőtáborában súlyos szemsérülést szenvedett, egy ideig kérdéses volt, hogy a látása megmarad-e. Nyolchónapos kihagyást követően térhetett vissza a pályára. 2023 nyarán visszatért Tatabányára.
2024 nyarán az első osztályban szereplő Budakalász KC-hoz igazolt.